# Арним-Генрихсдорф-Верблов, Генрих Фридрих фон
Генрих Фридрих фон Арним-Генрихсдорф-Верблов (нем. Heinrich Friedrich von Arnim-Heinrichsdorff-Werbelow; 1791—1859) — прусский дипломат и государственный деятель, министр иностранных дел Пруссии.

## Биография
По окончании образования Арним участвовал в Войне шестой коалиции после чего поступил на дипломатическое поприще в качестве секретаря посольства в Стокгольме, а затем в Париже.
В 1845 году был назначен чрезвычайным послом и уполномоченным министром при австрийском дворе в Вене, где стал следовать меттерниховой политике. 6 февраля 1841 года получил титул графа.
После майского восстания в ходе революции 1848—1849 годов в Австрийской империи сопровождал императора в Инсбрук, но вскоре затем вышел в отставку, не желая защищать либеральную политику министерства Ауэрсвальда.
24 февраля 1849 года ему был вручен портфель министра иностранных дел при министерстве Мантейфеля; но уже 3 мая он оставил свой пост, не сочувствуя союзной политике.
В 1851 году Арним-Генрихсдорф-Верблов был вторично назначен послом в Вену, но по увольнении министерства Мантейфеля в 1858 году был отозван в Берлин, где был избран пожизненным членом верхней палаты.
Генрих Фридрих фон Арним-Генрихсдорф-Верблов скончался 18 апреля 1859 года в Берлине, не оставив после себя потомков. Вместе с ним угасла вербловская ветвь дома Арнимов.